# Мастоидектомија
Мастоидектомија је оперативни захват, који се у отологији примењује за лечење акутних и субакутних запаљења у пнеуматички просторима средњега ува. Оваква инфекција је обично резултат инфекције ува која се проширила на околну кост у лобањи. Метода се не може применити код хроничних запаљења ува.
Изводи се тако што се након приступа кроз кожу спољнег ушног канала, или кожу иза ува преко периоста мастоидне кости отвара приступа до мастоидних ћелија које се називају и ваздушне ћелије мастоидне кости. Након приступа мастоиндом простору под будним погледом ока длетом и чекићем врши се одстрањивање свих пнеуматичких ћелија. Отварање ћелија иде све до антрума мастоидне кости, али се не продужује даље у бубну дупљу, која остаје нетакнута. 
Ова операција пружа могућност потпуне реституције бубне дупље и слушне функције, након излечења запаљења.

## Предуслови за развој мастоидитиса
Акутни гнојни мастоидитис
Када гнојно запаљење средњег ува напредује и шири се у пнеуматични просторе темпоралне кости може настати акутни гнојни мастоидитис (лат. (mastoiditis suppurativa acuta). Он захвата најпре антрум, а после и поједине или све групе мастоидних пнеуматичних ћелија. Гнојно запаљење може да буде ограничено на стварање излива у лумену пнеуматских ћелија и да их постепено испуњава у све већој мери. 
У тежим случајевима долази и до промена у коштаним трабекулама мећућелијском простору. 
У почетку ћелије су само смекшане услед губитка кречних соли, а потом настају узуре и дефекти у кости. Овим процесом припрема се прелаз гнојного
запаљења на суседне органе, тј. развијају се отогене гнојне компликације.
Клинички овај процес карактерише поновни пораст телесне температуре, која се после парацентезе или руптуре бубне опне почела да опада. Јављају се спонтани болови иза ува и појачано излучивање гноја из ува. У крвној слици јавља се леукоцитоза. Слух је увек
у јачој мери оштећен. Отоскопски налаз карактеришу знаци акутног отитиса. Перфорација бубне опне има каткад карактеристицан облик мале сисе. У тежим случајевима види се отоскопски да је спуштен задњи горњи зид слушног ходника непосредно испред бубне опне, који је последица периоститиса на томе месту, које одговара највећој близини антрума. Од њега га дели само танка ламела кости. Притисак на мастоидни део лобање је болан, нарочито на врху и на месту које одговара антруму.

### Дијагноза мастоидне инфекције
На мастоидну инфекцију треба посумњати ако:
- Долази до наглог пораста температуре, уз губитак апетита и отицање вратних жлезда.
- Јавља се бол иза уха, преко мастоидне кости.
- Постоји осетљивост на притисак прстом преко мастоидне области.
- Задњи зид спољног уха отиче и помера се напред.
- Јавља се повећање белих крвних змаци.
- Постоје знаци на рендгенским снимцима који указују на захваћеност мастоидних костију.
- Слабљење слуха.
- Јавља се отицање меких ткива иза ува.

## Индикације за мастоидектомију
Одмах након постављањса дијагнозе акутног гнојног мастоидитис, мора се приступити оперативном лечењу. Уз то могу се и надаље употребљавати антибиотици, али само као помоћно средство, као допуна хируршког лечења, јер употреба антибиотика, без хируршког захвата, може лако да доведе до маскирањем процеса. који није нигде у костима толико изражен колико у кости мастоида. Процес ће наоко, бар у већем делу, да изгледа смирен, али у неком скривеном и испитивању неприступачном одсечка тињаће и даље, све док не дође до изражаја нека тешка и опасна ендокранијална компликација.

## Поступак извођења једноставне мастоидектомије
Мастоидектомија се обавља или кроз ушни канал или постаурикуламим приступом. У првом случају, прави се рез (инцизија) унутар ушног канала који се протеже од бубне опне пут напоље. У другом случају, инцизија се обавља кроз кожу иза ува. 
У оба случаја, запаљена кост се чисти све док се не открију здраве ћелије. Ппрецизније утврђивање које ћелије су заражене а које су здраве може да се изврши употребом инструмента за увеличавање који се користи за време операције.
Мастоидектомија се изводи уз примену општа анестезија, преко ендотрахеалне цеви којом се болеснику осигурава нормално дисање.
Операција није високо ризична али захтева рад посебно извежбаних стручњака.